# Guiumri
Guiumri (en armenio: Գյումրի) es la histórica ciudad armenia de Kumayri. Durante el periodo del Imperio ruso fue llamada Aleksándropol y durante el periodo soviético Leninakán. Es la segunda ciudad más poblada de Armenia y se encuentra cercana a la frontera con Turquía. Ya llevó su nombre actual de Gyumrí o Gümrü en la República Democrática de Armenia (1918-1920).

## Historia
En esta ciudad se firmó el llamado tratado de Gümrü entre Armenia y Turquía que puso fin a la guerra entre ambos Estados y acabó con el sueño de la Gran Armenia que establecía el tratado de Sèvres (1920).
La ciudad resultó severamente afectada en el terremoto del 7 de diciembre de 1988 en el área de Spitak; este desastre destruyó la mitad de los edificios de la ciudad, causando la muerte de más de 15 000 personas. Actualmente la ciudad cuenta con un poco menos de 120.000 habitantes, y es la capital de la provincia de Shirak.
En la ciudad está ubicada la Base Militar N.º 102 de la Federación de Rusia (en:Russian 102nd Military Base).

## Geografía
Al igual que Ereván, se sitúa en la Armenia Oriental. Está dominada por un gran pico que permite visualizar toda la ciudad. Debido a que se encuentra en la frontera con Georgia y Turquía, es un paso obligatorio en Armenia. El río principal es el Ajurián, que atraviesa la provincia y pasa por la ciudad.

### Clima
Guiumrí tiene un clima continental húmedo (según la clasificación climática de Köppen Dfb) caracterizado por los inviernos fríos y nevados donde la temperatura mínima en periodos extremos puede caer en picado a –41 °C (–41.8 °F). Por otro lado, el verano en Guiumrí es relativamente cálido con temperaturas que alcanzan los 36 °C (96.8 °F). La precipitación anual promedia de 486 milímetros o 19.13 pulgadas.
| Parámetros climáticos promedio de Guiumri | Parámetros climáticos promedio de Guiumri | Parámetros climáticos promedio de Guiumri | Parámetros climáticos promedio de Guiumri | Parámetros climáticos promedio de Guiumri | Parámetros climáticos promedio de Guiumri | Parámetros climáticos promedio de Guiumri | Parámetros climáticos promedio de Guiumri | Parámetros climáticos promedio de Guiumri | Parámetros climáticos promedio de Guiumri | Parámetros climáticos promedio de Guiumri | Parámetros climáticos promedio de Guiumri | Parámetros climáticos promedio de Guiumri | Parámetros climáticos promedio de Guiumri |
| Mes                                       | Ene.                                      | Feb.                                      | Mar.                                      | Abr.                                      | May.                                      | Jun.                                      | Jul.                                      | Ago.                                      | Sep.                                      | Oct.                                      | Nov.                                      | Dic.                                      | Anual                                     |
| ----------------------------------------- | ----------------------------------------- | ----------------------------------------- | ----------------------------------------- | ----------------------------------------- | ----------------------------------------- | ----------------------------------------- | ----------------------------------------- | ----------------------------------------- | ----------------------------------------- | ----------------------------------------- | ----------------------------------------- | ----------------------------------------- | ----------------------------------------- |
| Temp. máx. abs. (°C)                      | 9.2                                       | 13.9                                      | 20.6                                      | 26.2                                      | 29.1                                      | 33.1                                      | 38.0                                      | 36.2                                      | 34.0                                      | 27.9                                      | 20.6                                      | 14.0                                      | 38.0                                      |
| Temp. máx. media (°C)                     | -3.7                                      | -1.7                                      | 4.1                                       | 13.1                                      | 18.3                                      | 22.4                                      | 26.3                                      | 26.8                                      | 23.1                                      | 16.1                                      | 8.0                                       | 0.0                                       | 12.8                                      |
| Temp. media (°C)                          | -9.5                                      | -7.5                                      | -1.5                                      | 6.5                                       | 11.7                                      | 15.6                                      | 19.5                                      | 19.5                                      | 15.0                                      | 8.5                                       | 1.8                                       | -5.3                                      | 6.2                                       |
| Temp. mín. media (°C)                     | -14.8                                     | -12.9                                     | -6.8                                      | 0.4                                       | 5.3                                       | 8.6                                       | 12.7                                      | 12.6                                      | 7.6                                       | 1.5                                       | -3.5                                      | -9.9                                      | -0.0                                      |
| Temp. mín. abs. (°C)                      | -41.0                                     | -35.0                                     | -30.1                                     | -16.1                                     | -7.6                                      | -3.6                                      | 1.4                                       | -1.1                                      | -4.1                                      | -14.6                                     | -23.8                                     | -31.2                                     | -41.0                                     |
| Precipitación total (mm)                  | 24                                        | 27                                        | 28                                        | 54                                        | 85                                        | 73                                        | 43                                        | 36                                        | 26                                        | 38                                        | 28                                        | 23                                        | 486                                       |
| Fuente:                                   |                                           |                                           |                                           |                                           |                                           |                                           |                                           |                                           |                                           |                                           |                                           |                                           |                                           |

## Deporte
Guiumrí posee uno de los mejores equipos de fútbol de Armenia: el FC Shirak Gyumri, muy famoso por sus títulos y por su cantera, FC Shirak II. Otro equipo, el FC Kilikia, milita en la 2.ª división pero ha ganado tres ligas. El estadio principal, el Gyumri City Stadium, es un campo multiusos que desde 2009 permite celebrar reuniones y bodas. 
La ciudad destaca por el C.B. Gyumri, un club de baloncesto que milita en la segunda división, ya que la mayoría de los jugadores son turcos o georgianos.

## Ciudades hermanadas
- Córdoba - Argentina
- Shiraz - Irán
- Alexandria - Estados Unidos